# Harrold Sijlbing
Harrold Sijlbing (circa 1954) is een Surinaams politicus. Hij was van 1997 tot 2003 directeur van STINASU. Van 2012 tot 2014 was hij districtscommissaris van Coronie.

## Biografie
In zijn kindertijd woonde Harrold Sijlbing op Curaçao en speelde hij in 1964 en 1967 mee tijdens jeugdschaaktoernooien. Hij was actief voor de Progressieve Arbeiders en Landbouwers Unie (PALU), waarvoor hij kandideerde voor een plaats op de groslijst van de partij voor de Surinaamse verkiezingen van 1977.
Op 18-jarige leeftijd werd hij Wild Life Ranger bij Stichting Natuurbehoud Suriname (STINASU) en een paar jaar later bestuurslid. In1997 trad hij aan als directeur van de stichting. In deze functie verzette hij veel werk om de Brownsberg in oude glorie te herstellen. In 1998 was hij op een symposium over zeeschildpadden in Mexico. In 2003 vertrok hij met toestemming naar de Universiteit van Wageningen voor een masterstudie in Milieu en Toerisme van twee jaar. Bij terugkeer weigerde minister Franco Demon van Natuurlijke Hulpbronnen hem echter in zijn oude functie terug te plaatsen. Hij is gespecialiseerd in menselijke geografie en slaagde verder voor de titel van ingenieur (ir.).
Rond 2003 was hij dirigent van het Mannenkoor Harmonie.
Sinds 2007 werkte hij voor een project van het Inter-American Institute for Cooperation on Agriculture met het doel om agrarische producten aan toeristen te verhandelen en zo toerisme in Suriname te ontwikkelen. Rond 2009 was hij directeur van de toerismeorganisatie Santour.
Op 1 juli 2012 werd Sijlbing door president Bouterse beëdigd tot districtscommissaris (dc) van Coronie. Rond april 2013 was hij ernaast kortstondig waarnemend dc van Nickerie. In 2014 ging hij met pensioen.
Zijn interesse voor zijn vakgebied behield hij ook na zijn pensioen. Zo is hij voorzitter van de stichting Jodensavanne. In de jaren 2010 en 2020 werkte hij aan de nominatie van de Jodensavanne op de Werelderfgoedlijst van UNESCO. De nominatie staat in 2023 ter beoordeling. Daarnaast is hij docent cultureel erfgoed aan de Anton de Kom Universiteit van Suriname. Sinds 2023 staat de Jodensavanne op de Werelderfgoedlijst.